# Bwas
Pour les articles homonymes, voir Bwa.
Ne doit pas être confondu avec Boa (peuple).
Les bwas sont un peuple du Burkina Faso et du Mali. Ils sont notamment connu pour leurs masques-feuilles et masques-planches, qu'ils utilisent encore dans une grande variété de contextes, en lien avec la tradition ancestrale.

## Ethnonymie
Selon les sources et le contexte, on observe plusieurs formes : Babwa, Bobo Oulé, Bobo Ule, Bobo rouges, Boua, Bua, Buas, Bwa, Bwamu, Bwas, Bwawa.

## Histoire
Entre 1914 et 1916, les Bwa se sont insurgés contre l'administration coloniale française, lors de la Guerre du Bani-Volta. Celle-ci, aidée par des supplétifs peuls, a violemment maté la révolte, détruisant au canon des villages et faisant de nombreuses victimes, dans ce qui était à l'époque la Haute-Volta, ou encore le Soudan occidental. Les ouvrages de Nazi Boni parlent de cette guerre,.

## Religion
Leur religion traditionnelle consacre un culte au dieu Do qui est symbolisé notamment par les masques en feuilles utilisés lors des cérémonies. Les Bwas pratiquent majoritairement la tradition ancestrale (85 %), les chrétiens sont à peine 10 %, les musulmans 5 %.

## Culture
Les Bwa vivent dans une région qui s'étend du Mali proche du pays dogon au Nord jusqu'à la frontière du Ghana dans le centre de l'actuel Burkina Faso. Par le passé, ils ont été associés à tort au peuple des Bobo, leurs voisins. En fait, ils ne sont aucunement liés aux Bobo et tout, leur langue comme leur culture, diffère. Les Bwa parlent le bwamu, une langue voltaïque, tandis que les Bobo parlent une langue de la famille des Mandé. La confusion vient certainement de ce que, par le passé, les Français qui occupaient le pays ne parvenaient pas à distinguer les deux peuples,.
Les Bwa, à la différence de la plupart des autres peuples du Burkina Faso et du Mali, n'ont pas d'autorité politique centralisée. Les Mossis, leurs voisins au Burkina Faso, ont par exemple un solide système hiérarchique de chefs, de rois et même des empereurs: les moro-naba. Les bwa n'ont pas de tels chefs. Les décisions importantes concernant le village, qui représente une forte entité communautaire, se prennent au cours d'assemblées où siègent les "chefs de quartiers". Ces notables, la plupart du temps des anciens, n'ayant eux-mêmes qu'un pouvoir limité. Aussi, au cours de ces réunions s'exerce souvent une grande liberté dans l'échange des points de vue, et les décisions se prennent selon une certaine forme de démocratie. Si les populations bwa conservent de solides traditions, elles restent ouvertes et réceptives aux apports extérieurs, voire au changement.
Les Bwa ont une culture et des traditions riches de masques. Des masques en "bois et fibres" dédiés au culte du dieu Lanlee. Les plus grands, dits "masques-plaques" ou "masques-planches", sont connus des collectionneurs et des chercheurs du monde entier. Plusieurs se trouvent dans de grands musées à travers le monde. Les bwa du Burkina réalisent également des "masques-feuilles" dédiés au dieu nommé Do. Beaucoup des masques en bois représentent des animaux, mais parfois aussi des personnages humains. Les grands masques, larges et hauts parfois de près de 2,5 mètres, appelés Nwantantay (le hibou), Dourô (l'épervier), Doho (le serpent) ou encore Yehoti (le papillon) représentent quant à eux l'esprit Lanle. Ces masques sont couverts de graphismes, noirs, blancs et rouges, souvent disposés en mosaïques, qui représentent les lois sociales et religieuses auxquelles les gens dans les villages doivent se conformer s'ils veulent recevoir la bénédiction de Dieu et faire partie de la communauté. Certains de ces dessins présentent des damiers noir et blanc, d'autres ressemblent à une cible, des traits en zigzag représentent le chemin des ancêtres. Y figurent aussi des croix et des croissants. Aucun de ces motifs n'est décoratif. Ce sont bien des graphismes appartenant à tout un système d'écriture, qui peut être lu par quiconque a été "initié".
Ainsi, à l'âge de la puberté, chaque jeune homme ou jeune femme participe à des rites et des cérémonies qui durent parfois plusieurs semaines et au cours desquels ils apprennent les significations de ces masques, l'importance de la présence des esprits et des ancêtres, les règles de vie en société, les tabous et les interdits... avant de pouvoir faire partie eux aussi de la société villageoise adulte.
Tous ces masques sont utilisés dans une grande variété de contextes : ils apparaissent lors des funérailles ou au cours des nombreuses cérémonies qui scandent la vie sociale et cultuelle au village. Ou encore aux différentes phases des travaux agricoles. Certains masques "sortent" même les jours de marché, leurs performances attirant ainsi les visiteurs pour les distraire et les aider à dépenser un peu plus d'argent, contribuant ainsi à favoriser l'économie locale.

### Société
Les femmes bwas bénéficient traditionnellement d'une certaine indépendance, attestée par exemple, de façon paradoxale, par le " mariage par enlèvement " simulé, qui la retire parfois d'un domicile conjugal non souhaité.
De façon plus générale, même si les mariages arrangés par les familles existent – bien que de moins en moins nombreux –, une certaine liberté de choix, même par le passé, était souvent accordée aux fiancé(e)s. Les familles se contentant de préserver le protocole, entérinant simplement les choix respectifs des deux futurs époux.

### Musique

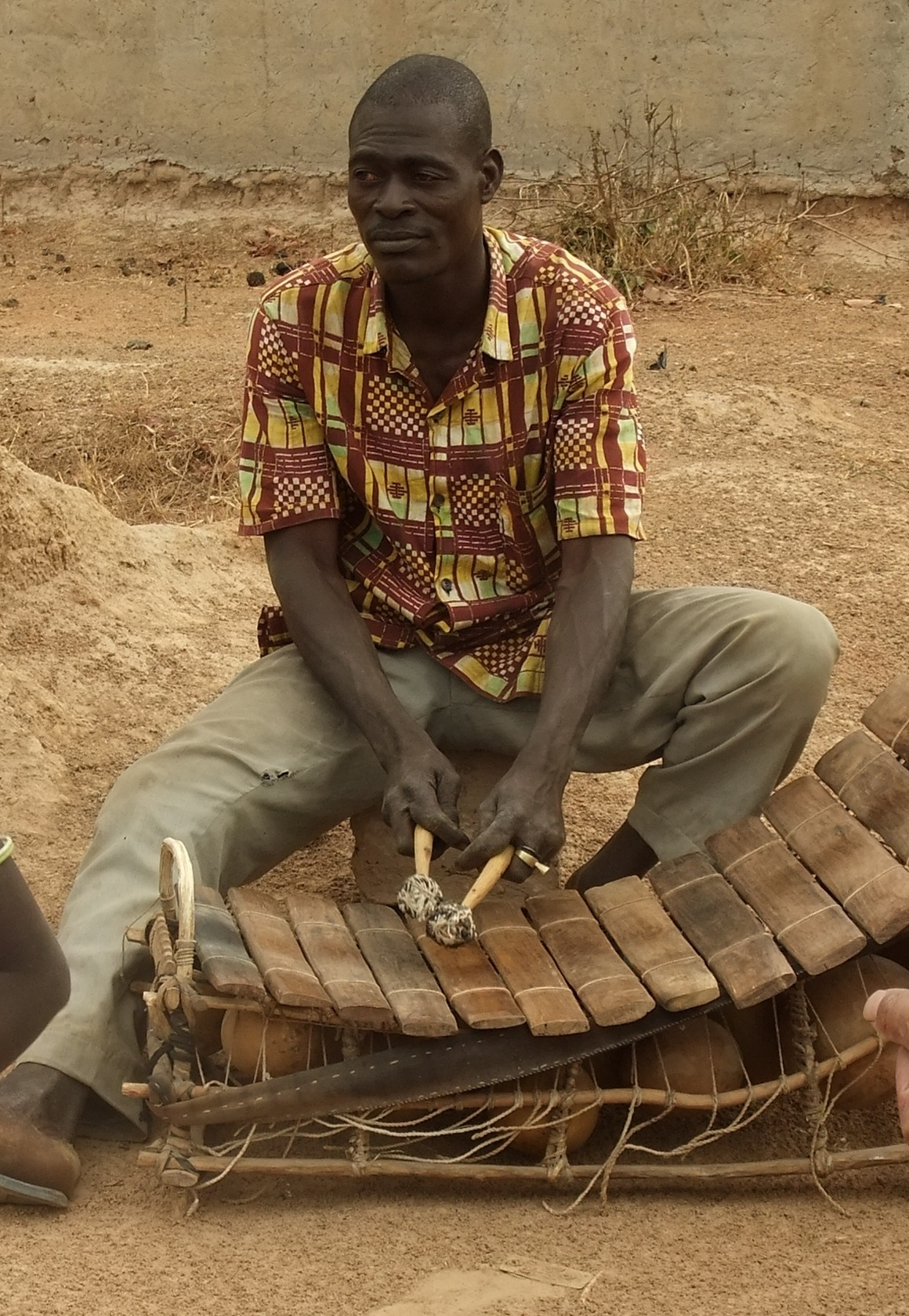
Griot Bwa jouant du balafon à Boromo (Burkina Faso).

La musique, comme chez tous les autres peuples de cette sous-région du continent africain, a une grande importance pour les Bwa. De même que les danses traditionnelles qui réunissent souvent tout le village. Les instruments traditionnels sont le dumanu, petit tambour d’aisselle et le i’izo, un petit tambour à deux membranes. Les bwas sont aussi réputés pour leurs grands balafons incurvés.

### Masques
Les Bwa, comme les Bobo, produisent des masques qui sont fabriqués à partir de feuilles prélevées sur des arbres et tressées à même le corps, la tête portant la plupart du temps une crête ou d'une collerette de paille tressée. D'autres masques comportent des pièces de bois sculpté et peint, qui surmontent un imposant vêtement constitués de fibres de chanvre colorées. Ils représentent souvent des animaux; antilope, buffle, phacochère, crocodile, oiseaux, poissons... D'autres, selon les explications fournies par Yacouba Bondé, sculpteur et chef des masques à Boni au Burkina Faso, sont des représentations anthropomorphiques particulières; le masque fou et sa femme, le lépreux, le félon... Ou des esprits de la brousse, aux formes quelque peu surnaturelles. Les plus connus des masques bwa sont les impressionnants masques-planches, horizontaux ou verticaux, qui sont utilisés dans les villages du centre (région de Boni et Dédougou, en particulier) et du sud du pays bwa au Burkina Faso. Des sculptures de bois, utilisées dans les cérémonies liées à la fécondité et pour la divination sont également produites.

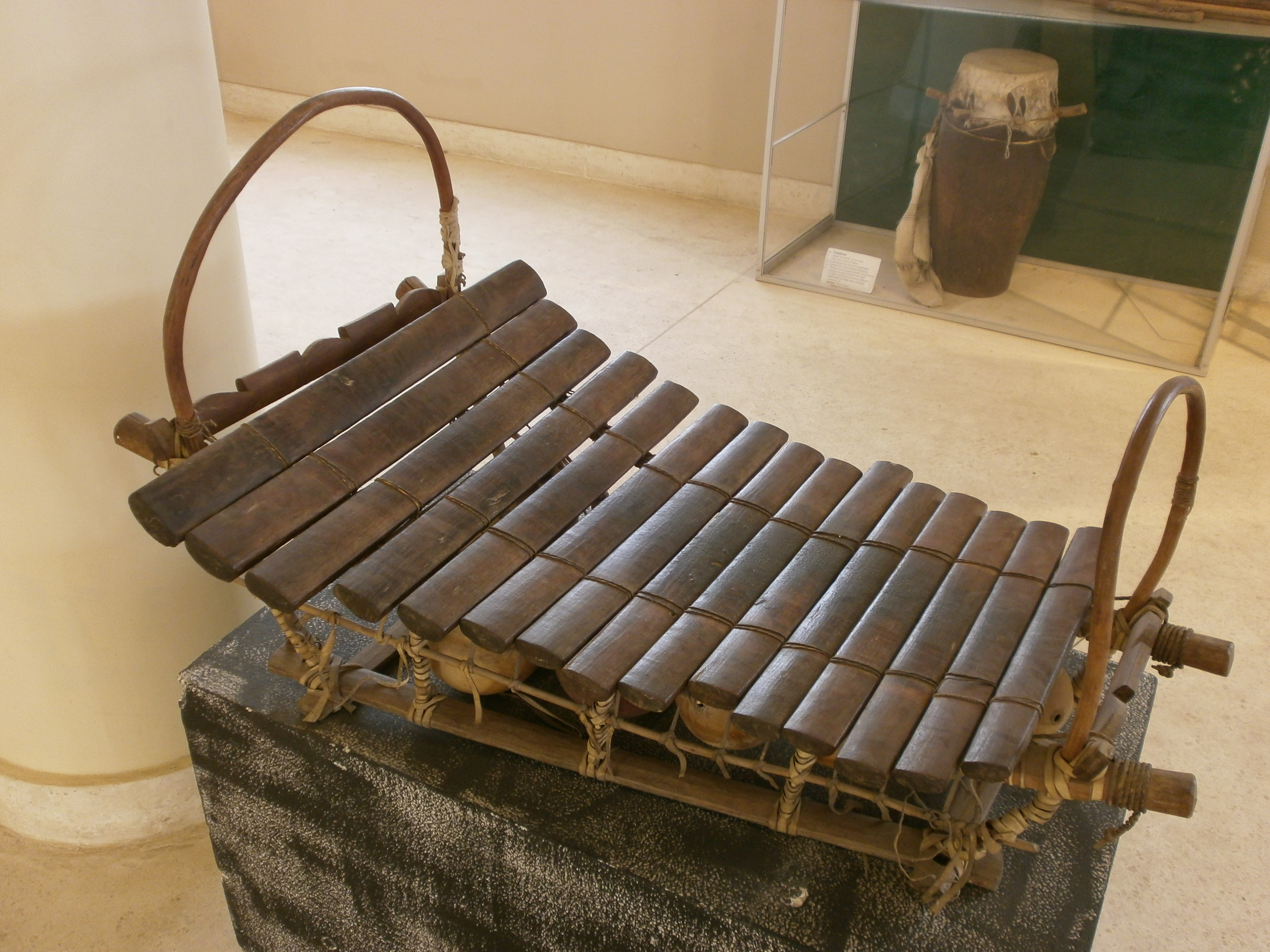
Xylophone à clavier courbe To du Mali
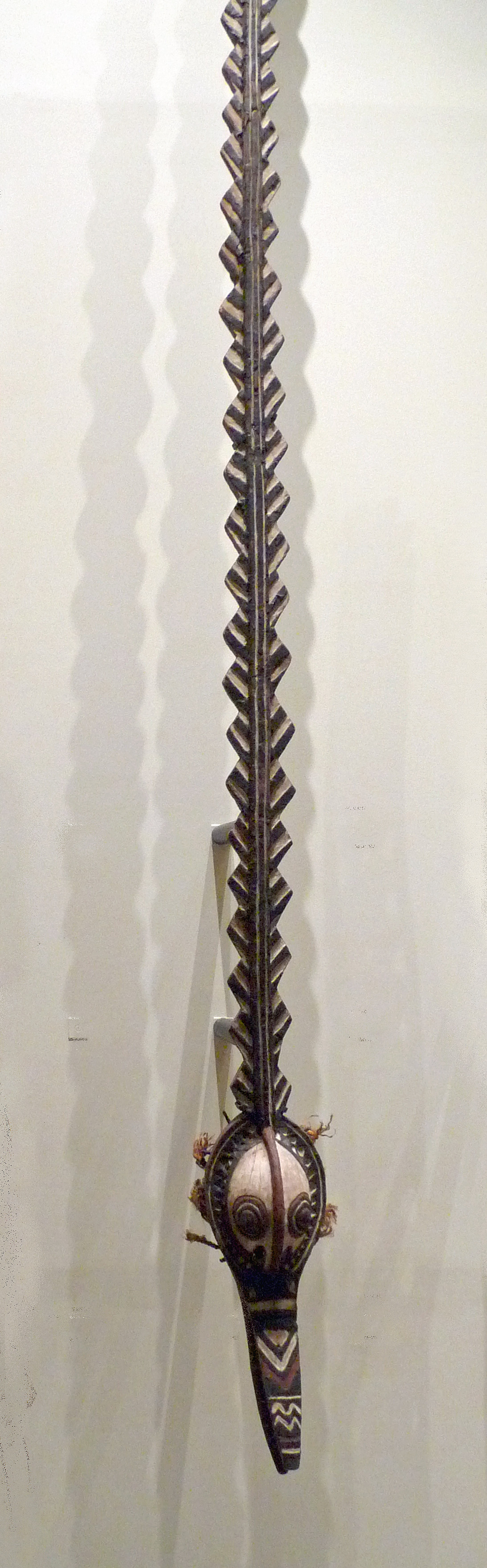
Masque-serpent du Burkina Faso
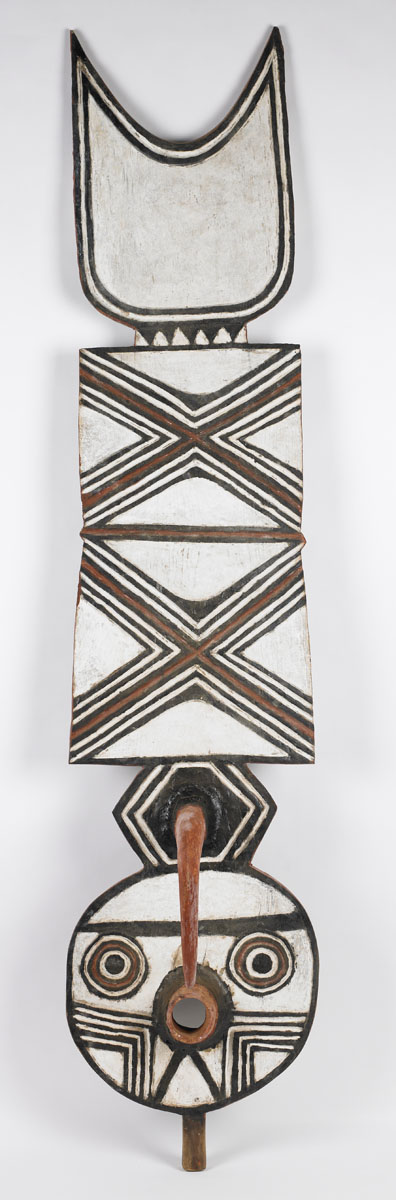
Masque à lame
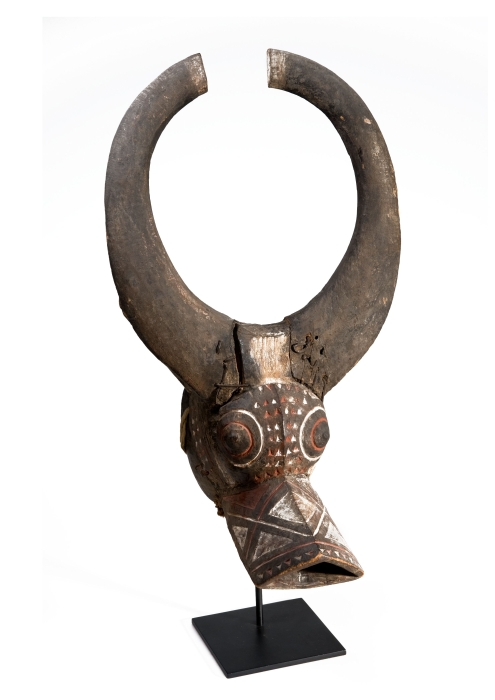
Masque-buffle

## Personnalités historiques bwa
Daniel Ouezzin Coulibali, un homme politique de la Haute-Volta actuelle Burkina Faso.
Nazi Boni, un homme politique et premier écrivain de la Haute-Volta, actuelle Burkina Faso. Il est l'auteur du roman Crépuscule des temps anciens qui décrit la vie du peuble bwa.